# Praemuseologie
Praemuseologie je předchůdkyní muzeologie.

## Úvod
Průkopníkem byl  Johann G. T. Graesse  (1814–1885), který vydal v roce 1877 první číslo periodika Zeitschrift für Museologie und Antiquitätenkunde. V tomto časopise v roce 1883 vyšel jeho příspěvek nazvaný Die Museologie als Fachwissenschaft. Sám nový termín muzeologie pojímal však velmi osobitě, spojoval ho s požadavkem studia a odpovídajícího vzdělání adeptů muzejní práce.
Spojení muzejního fenoménu s vědou naznačuje počátek formování vlastního oboru muzeologie.
Koncem 19. století vyvstaly snahy orientovat muzejní práci především na výchovu. Zastáncem tohoto směru byl především Alfred Lichtwark (1852–1914). U nás k těmto myslitelům můžeme zařadit Klimenta Čermáka (1852–1917) se známou statí Výchova v muzeologii. Kladl důraz na osvojování si specifických poznatků ve vztahu k muzejní práci.
Na počátku 20. století  byly vydány první muzejní časopisy. V roce 1901 Museums Journal a v roce 1905 Museumskunde, které jsou dokladem toho, že zájem o muzejní poznatky byly vnímány jako všeobecná potřeba. Přes výrazné muzeologické tendence se pohybovalo  muzejní myšlení stále ještě na přechodu z fáze muzeografické do  fáze muzeologické.  Ještě v meziválečném pojetí muzeologie zůstal charakteristický názor, že předmětem tohoto oboru je muzeum, což se projevilo i na mezinárodním kongresu v roce 1934 v Madridu.